# Jakub Goldberg (filmowiec)
Jakub Goldberg (ur. 29 sierpnia 1924 w Warszawie, zm. 27 kwietnia 2002 w Kopenhadze) – polski reżyser i scenarzysta pochodzenia żydowskiego, okazjonalnie występował jako aktor.

## Życiorys
Studiował na Wydziale Reżyserii Państwowej Wyższej Szkoły Filmowej w Łodzi (absolwent z 1952). Współpracował z takimi reżyserami jak Andrzej Munk, Jerzy Kawalerowicz czy Roman Polański. Wraz z Henrykiem Klubą wystąpił w etiudzie filmowej Romana Polańskiego, pt.: Dwaj ludzie z szafą. Brał udział przy powstawaniu filmu Nóż w wodzie Romana Polańskiego. Zmuszony do emigracji w 1969 po antysemickiej nagonce, która była następstwem wydarzeń marcowych w 1968. Wyjechał do Danii i osiadł w Kopenhadze, gdzie prowadził wykłady na tamtejszej akademii filmowej.
Poświęcona mu tablica pamiątkowa znajduje się na cmentarzu żydowskim przy ulicy Okopowej w Warszawie.

## Twórczość

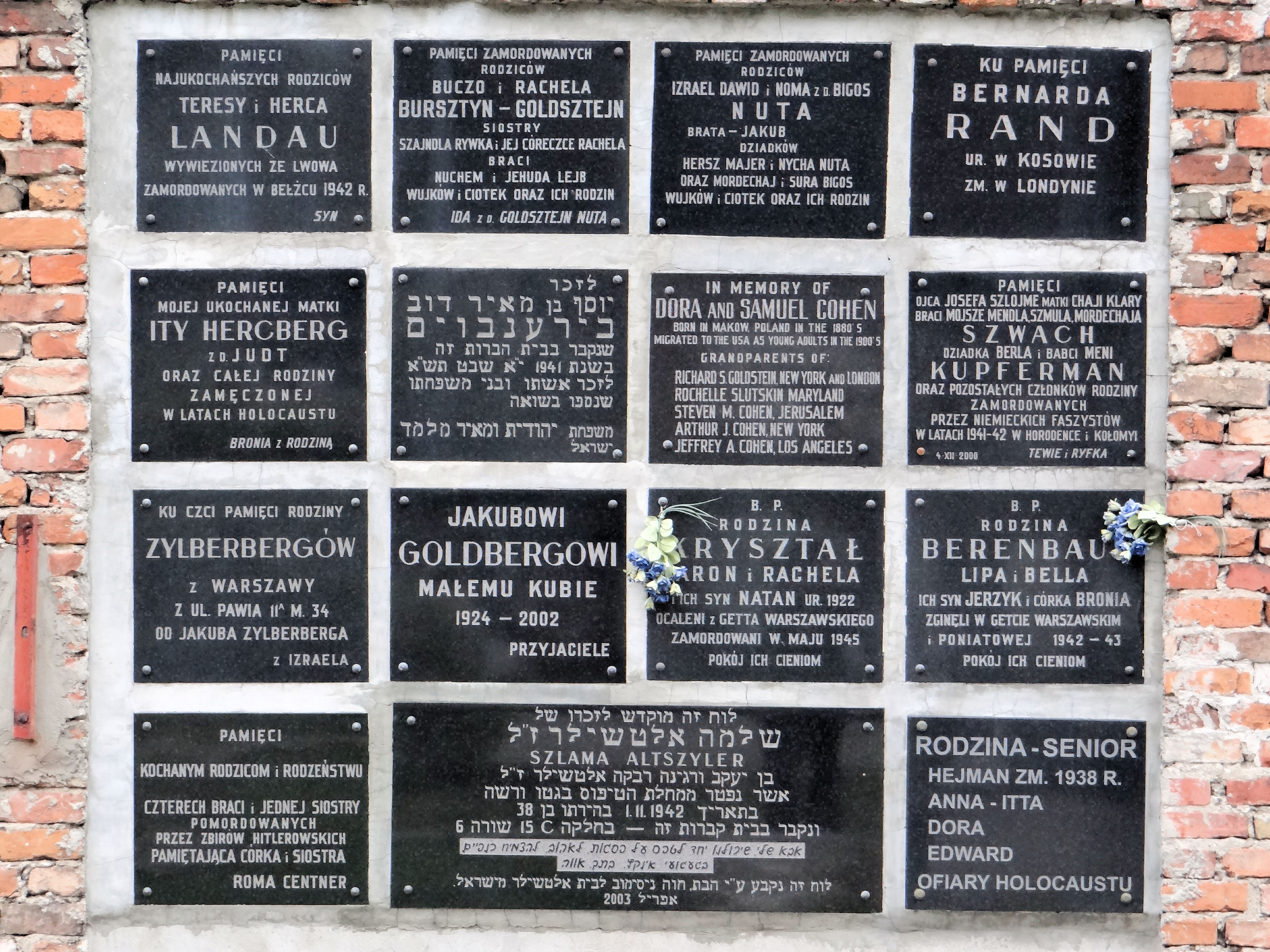
Tablica pamiątkowa na cmentarzu żydowskim w Warszawie

Drugi reżyser
- 1969: Przygody pana Michała
- 1969: Pan Wołodyjowski
- 1967: Wycieczka w nieznane
- 1965: Zawsze w niedziele
- 1964: Pięciu
- 1962: Gangsterzy i filantropi
- 1961: Mąż swojej żony
- 1959: Sygnały
- 1951: Na budowie

Scenarzysta
- 1961: Nóż w wodzie
- 1951: Na budowie

Aktor
- 1960: Zezowate szczęście
- 1959: Gdy spadają anioły
- 1958: Dwaj ludzie z szafą